# Kristin O'Neill
Pour les articles homonymes, voir O'Neill.
Kristin O'Neill (née le 30 mars 1998) est une joueuse canadienne de hockey sur glace évoluant pour la Victoire de Montréal dans la Ligue professionnelle de hockey féminin (LPHF). Elle fait ses débuts avec l'Équipe du Canada féminine de hockey sur glace lors de la Coupe des 4 nations 2018.

## Carrière de joueuse
En 2013, O'Neill participe avec l'équipe Ontario Bleu aux Nationaux féminins canadiens des moins de 18 ans, remportant une médaille d'argent. O'Neill est nommée dans l'équipe de l'Ontario, qui met la main sur la médaille d'argent en hockey sur glace aux Jeux d'hiver du Canada de 2015.
Plus tard cette année-là, elle gagne le championnat de la Ontario Women's Hockey League (en)  (OWHL) avec les Stoney Creek Jr. Sabres. Avec la même équipe des Sabres, elle obtient également une médaille d'argent aux championnats provinciaux de l'Ontario Women's Hockey Association (en) de 2015.
Durant sa dernière saison (2015-16) dans la Ligue provinciale de hockey féminin, elle est nommée capitaine des Stoney Creek Jr. Sabres. Menant l'équipe pour les buts, assistances et points, elle se classe sixième au total dans la ligue. De plus, elle fait partie de l'équipe Team Ontario Red qui remporte la médaille d'or aux Nationaux féminins canadiens des moins de 18 ans de 2015.

### NCAA
En tant que première année, O'Neill se classe deuxième en termes de points chez le Big Red de Cornell. Terminant comme la meilleure marqueuse de buts en infériorité numérique de la NCAA avec cinq, elle se place septième dans le pays parmi toutes les recrues avec 0,84 point par match[citation nécessaire].
O'Neill connaît encore plus de succès en deuxième année. En plus de mener les Big Red en points, elle est à égalité pour la première place de la NCAA en buts en infériorité numérique, marquant quatre, tandis que ses sept buts gagnants sont à égalité pour la quatrième place dans le pays. Reconnue comme la Joueuse de l'année de l'Ivy League, elle est également sélectionnée dans les premières équipes d'étoiles de l'ECAC et de l'Ivy League, respectivement.

### Hockey Canada
O'Neill et Jamie Lee Rattray enregistrent les assistances sur le premier but en carrière de Loren Gabel pour l'équipe canadienne lors d'une défaite en ronde préliminaire de 2-1 le 7 novembre 2018, contre les États-Unis à la Coupe des 4 nations.

## Récompenses et honneurs
- 2017 : Équipe des recrues de l'ECAC
- 2017 : Recrue de l'année de l'Ivy League
- 2017 : Deuxième équipe d'étoiles de l'Ivy League
- 2016-2017 : Meneuse de la NCAA en buts en infériorité numérique (5)
- 2018 : Joueuse de l'année de l'Ivy League[10]
- 2017-2018 : Première équipe All-Ivy
- 2019-2020 : Première équipe All-Ivy[11]